# Death Stranding
A Death Stranding egy 2019-es Kojima Productions akciójáték, amit a Sony Interactive Entertainment adott ki PlayStation 4-re – az első, amit a rendező, Hideo Kojima és stúdiója, a Kojima Productions 2015-ös Konamitól való távozásuk után elkészítettek. A Sony által licencelt, Windowsra optimalizált verziót az 505 Games adta ki 2020 júliusában, a rendezői változat 2021 szeptemberében jelent meg PlayStation 5-re, majd 2022 márciusában Windowsra. iOSre, iPadOSre és macOSre 2023-ban jött ki. Végül váratlanul megjelent Xbox Series X|S konzolokra is 2024 novemberében.
Helyszín az Egyesült Államok, ahol egy katasztrófa következtében destruktív lények lepik el a Földet. A játékos Sam Porter Bridgest (Norman Reedust) irányítja, egy futárt, aki elszigetelt kolóniáknak szállít ellátmányt, és csatolja őket vissza a társadalomba, egy wireless kommunikációs hálózat segítségével. Reedus mellett a játékban Mads Mikkelsen, Léa Seydoux, Margaret Qualley, Troy Baker, Tommie Earl Jenkins, Lindsay Wagner, Guillermo del Toro, és Nicolas Winding Refn is szerepet kaptak.
A Death Stranding túlnyomórészt pozitív fogadtatásban részesült, a kritikusok külön kiemelték a szinkron, a zene és a képi világ kiemelkedő minőségét, a történetről és játékmenetről viszont már vegyes visszajelzések érkeztek. Számos díjra jelölték, melyek egy részét el is nyerte, többek közt “Az év legjobb játéka” kategóriában. 2021 júliusára világszerte ötmillió példány kelt el belőle, s többen is megjegyezték, hogy a játék bizonyos elemeiben emlékeztet a COVID-19 pandémiára, ami nem egészen egy hónappal a megjelenést követően tört ki.
A Death Stranding 2 már készül PlayStation 5-re, ahogy a filmadaptáció is.

## Játékmenet
A Death Stranding egy aszinkron, részben online, open world akciójáték. Kojima közösségi funkciói miatt az első „strand game-ként” hivatkozik rá – hasonló műfaji újítást hozott egy korábbi játékával, a Metal Gearrel, amit ma már stealth game-ként emlegetnek, megjelenésekor azonban még az akciójáték kategóriába sorolták.
A játékos Sam Bridges-t irányítja, a BRIDGES cég futárát, kinek ellátmányt kell szállítania leszakadt területeken lévő városokba (ezek a KNOT-ok), kutatóknak és túlélőknek, illetve rákapcsolni őket a Chiral Network nevű kommunikációs rendszerre. A játékost a cég és a karakterek értékelik teljesítménye alapján (a közösségi platformról ismert „like-okkal”), az alapján, hogy például sikerült-e leszállítani a csomagot, és az milyen állapotban van, Sam pedig a kapott pontokért fejlesztheti stabilitását, teherbíróképességét és javíthat statisztikáján. Hogy mennyi csomagot, vagyis mekkora súlyt szállítunk egyszerre, az befolyásolja Sam mozgását.
A játék licencelt zenét használ, elsősorban a Silent Poets-től és Low Roartól. Kojima szerint a zene „passzol a kegyetlen, szép és puritán környezethez. Egyértelmű párhuzamot érzek Low Roar akusztikus, digitális-futurisztikus zenéje és a Death Stranding koncepciója közt.” A zenekar frontembere, Ryan Karazija 2022-es halálát követően Kojima úgy nyilatkozott, „Nélküle nem jött volna létre a játék.”
A játékos első számú ellenségei a nem evilági lények, kiket „partra vetett dolgokra” kereszteltek (BT), MULE-ok, a banditának állt futárok, akik igyekeznek lenyúlni más csomagjait, és a demensek, vagyis azok a MULE-ok, akik legyilkolják a többi futárt, hogy eltulajdoníthassák szállítmányaikat. A BT-k a „timefallra” keresztelt esőben másznak elő, ami roncsolja a játékos ruházatát és csomagjait. Általában láthatatlanok, Sam vállán azonban van egy „odradek” nevű robotikus szenzor, ami észleli a környéken található BT-ket, és, ha átszkenneljük vele a területet, láthatóvá válnak.
Mikor Sam meghal, bekerül egy víz alatti világba, ahonnan visszaúszhat testébe, hogy feltámadhasson. Ha egy BT öli meg, hatalmas robbanást követően masszív kráter keletkezik a tett színhelyén.
Ahogy bővül a Chiral Network (hálózat) lefedettsége, a játékos újabb részeit látja a pályának, és tervrajzok segítségével a 3D nyomtatókhoz hasonló elven működő PCC-kkel (Portable Chiral Constructor) gyárthat különféle tárgyakat és strukturákat, például kötelet, hidat vagy generátort, amivel akkumulátoros felszereléseit töltheti. A hálózat adja a játék online funckióját is, melyen keresztül a játékosok ellátmányt, strukturákat és üzeneteket hagyhatnak egymásnak, bár az építményeket idővel az eső elpusztítja. Ezen felül összeszedhetünk és leszállíthatunk mások által elveszített csomagokat, a többi játékossal azonban nem találkozunk.

## Szinopszis

### Környezet

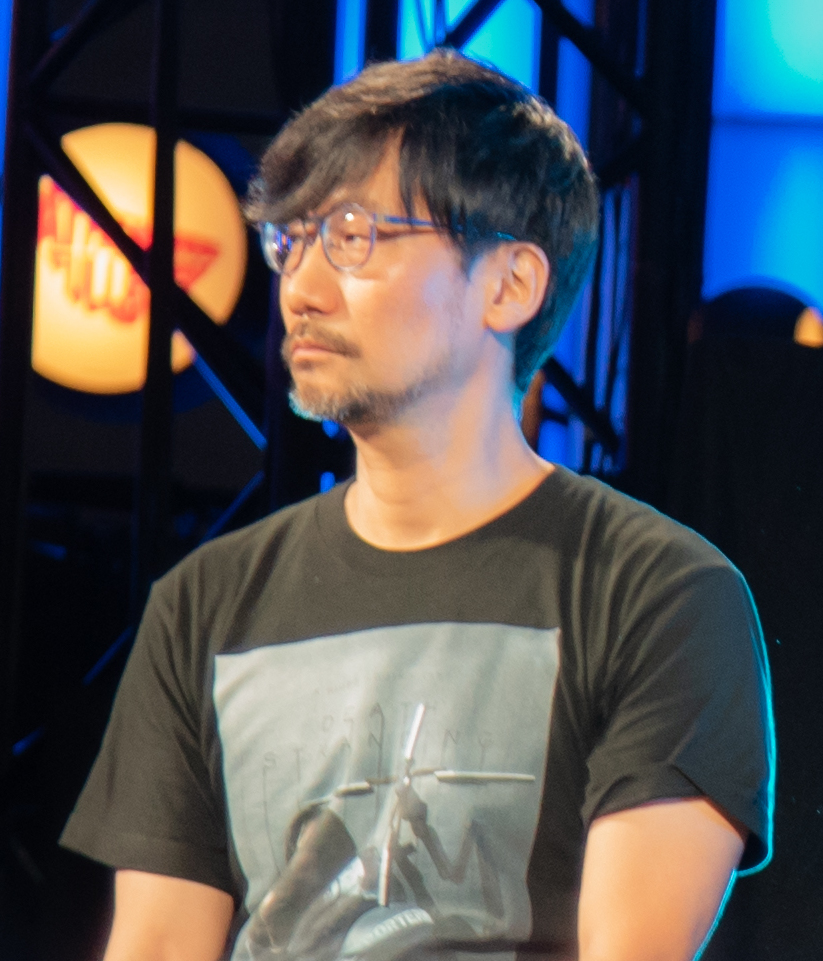
Kodzsima Hideo, a játék rendezője

A játék az apokaliptikus, „Death Stranding” által sújtott Egyesült Államok területén játszódik. Az eseményt a BT-k robbantották ki – ők a láthatatlan lények, a „partról”, ami mindenki számára máshogy néz ki, és általában halálközeli élmény következtében látogatnak el oda. A hely állítólag az utóélethez kapcsolódik. A BT-k nekrózis útján, halottakból születnek, s ha elfogyasztanak egy élő embert, atombomba-szintű robbanást produkálnak. Emellett olyan esőt is képesek generálni, ami rohamosan felgyorsítja az öregedést és roncsolja, amire és akire ráhull. A fenti események tönkretették az ország infrastruktúráját, és a fennmaradó közösségek elzárt kolóniákba verődve élnek a „Knot” városokban. Ezek átfogó neve az „Amerikai Egyesült Városok” (UCA).
A kolóniák a BRIDGES-hez hasonló cégekre támaszkodnak, melyek futárai a BT-kkel, banditákkal és terroristákkal megküzdve igyekeznek eljuttatni hozzájuk az ellátmányokat. A BRIDGES emellett különböző kormányzati funkciókat is ellát, az UCA megbízásából. Akinek sikerül mentális kapcsolatot létesítenie egy „Bridge bébivel” (BB) – egy koraszülött csecsemővel, ki az élet és halál közti állapotot jelképezi – megérzi a BT-k közelségét, ezért a futárok BB-t rejtő tartállyal a testükön közlekednek. Aki „DOOMS” hatása alá kerül, magától érezheti, láthatja, s akár irányíthatja is a BT-ket, teleportálni képes és ellátogathat mások „partjaira”. A „hazatérők” (mint Sam) halálukkor visszatérnek az élők világa és a part közti „Seam” területéről, azonban, ha egy BT végez velük, halálukkor tátongó kráter keletkezik utánuk.

### Történet

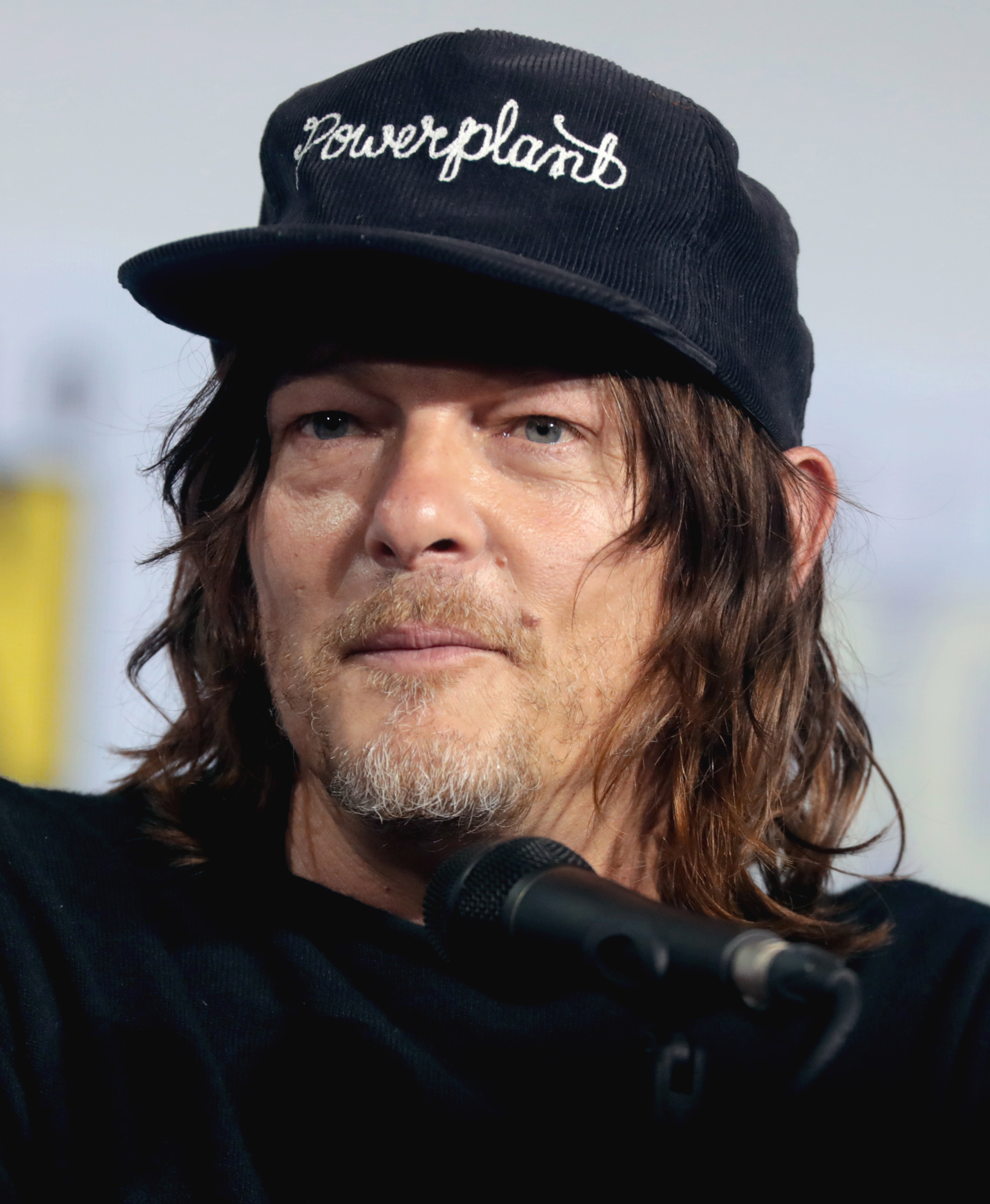
Norman Reedus, Sam Porter Bridges szerepében.

A szabadúszó futár, Sam Porter Bridges (Norman Reedus) Central Knot City-be szállít épp csomagot, mikor az eső miatt kénytelen fedezékbe vonulni. Fragile (Léa Seydoux) segít neki kikerülni egy BT-t. Uticélja elérésekor tájékoztatják, hogy az egyik lakos öngyilkos lett, a holttest pedig hamarosan nekrózis fázisba lép. Mivel Sam egyszerre „hazatérő” és „DOOMS”-os, őt bízzák meg, hogy kísérje el a szállítókat egy krematóriumba, útközben azonban találkoznak egy BT-vel, és Central Knot City odavész.
Sam Capital Knot City-ben tér magához, ahol találkozik Deadmannel (Guillermo del Toro/Jesse Corti), a BRIDGES orvosával, aki megkéri Samet, szállítson az UCA elnökének – Sam anyjának, Bridget Strandnek (Lindsay Wagner/Emily O'Brien) – morfiumot. Bridget próbálja rábeszélni Samet, hogy csatlakozzon a BRIDGES-hez, és segítsen nekik újraegyesíteni Amerikát, mielőtt betegsége elemészti. Sam elviszi a krematóriumba holttestét, de a Central Knot City-ben történt robbanást túlélt Bridge bébit nem hajlandó otthagyni. A BB segítségével Samnek sikerül elkerülnie egy csapat BT-t, és úgy dönt, saját Bridge bébijének fogadja, megszegve ezzel az UCA utasításait, miszerint Bridge bébit eszköznek használni tilos. Sam idővel érzelmileg is kötődni kezd a csecsemőhöz, és elnevezi Lounak.
Mikor visszatér Capital Knot City-be, Sam üzenetet kap rég nem látott testvérétől, Amelie Strandtől (szintén Wagner/O'Brien), aki elmeséli neki, hogy három éve a régi Egyesült Államok területét járja, hogy kapcsolatot létesítsen a szegregált közösségekel, és terminálokat hoz létre, melyeken keresztül csatlakozni tudnak a Chrial Networkhöz (hálózat). Csakhogy, mikor Amelie elérte a nyugati parton lévő Edge Knot City-t, foglyul ejtette őt egy terroristacsoport, akik a város függetlenségéért harcolnak. Amelie arra kéri Samet, folytassa küldetését és egyesítse újra Amerikát, majd zarándoklata végén, Edge Knot City-ben mentse meg, hogy átvehesse Bridgettől az elnöki pozíciót. Sam kelletlenül, de elfogadja a megbízást.
Die-Hardman (Tommie Earl Jenkins), Bridget tanácsadója, a BRIDGES vezetője ellátja Samet pár jótanáccsal, aki megkezdheti a keletről nyugati partra vezető útját. Közben fontos csomagokat szállít különböző Knot városokba és településekre; a BRIDGES alkalmazottjainak Death Stranding kutatását segíti, ilyen Mama és ikertsetvére, Lockne (Margaret Qualley) vagy Heartman (Nicolas Winding Refn/Darren Jacobs) és meghiúsítja a terroristák és vezetőjük, Higgs Monaghan (Troy Baker) halálos akcióit. Mikor kapcsolatba lép Louval, néha emlékeket lát Clifford Ungerről (Mads Mikkelsen), kórházban fekvő Feleségéről és BB gyerekükről. Sam Clifford partjára kerül, ahol Clifford BT másával kell megküzdenie, aki elveszett BB-jét keresi.
Edge Knot City-ben Sam legyőzi Higgset, Amelie partján. Higgs itt elárulja, hogy Amelie egy romboló istenség, akit a világegyetem manifesztált, hogy tömeges pusztulást idézzen elő. Amelieről kiderül, hogy ő a homo demensek vezetője, és a Chiral Network segítségével készül előidézni a „Last Strandinget”, hogy véget vethessen a földi életnek. Az is nyilvánvalóvá válik, hogy Amelie és Bridget egy személy, ugyanis az első parti kísérletek során Bridget lelke kiszállt testéből, ahol „Amelie” néven létezik, s véleménye szerint a Last Stranding humánusabb megoldás, mint az osztódás és pusztulás örökös körforgása.
Sam barátai segítségével eléri Amelie-t, és ráveszi, hogy halassza el a Last Strandinget. Amelie-t meghatja a gesztus, de kénytelen örökre leválasztani magát és partját a világról. Samet BRIDGES-es szövetségesei mentik meg és hozzák vissza az élők sorába. Die-Hardman lesz az UCA új elnöke, Fragile pedig újraépíti cégét. Sammel közlik, hogy Lou haldoklik, s bár az UCA törvényei szerint a haldokló BB-ket kötelező elhamvasztani, Sam Deadman tanácsát megfogadva kiveszi Lou-t tartályából, hátha sikerül megmenteniük. Ez alatt Sam még egyszer, utoljára kapcsolatba lép Louval, és rájön, hogy rajta keresztül valójában saját emlékeit látta viszont, vagyis ő Clifford Unger fia, Bridget Strand egyik első BB-je, aki véletlen meghalt Clifforddal együtt, mikor szökni próbáltak, és Amelie hozta őt vissza, amivel kiváltotta a Death Strandinget. Halott BB-k lelkével segítenek megmenteni Lou életét, Sam pedig végül UCA karperecét széttörve visszavonul felnevelni „Louise-t.”

## Fejlesztés

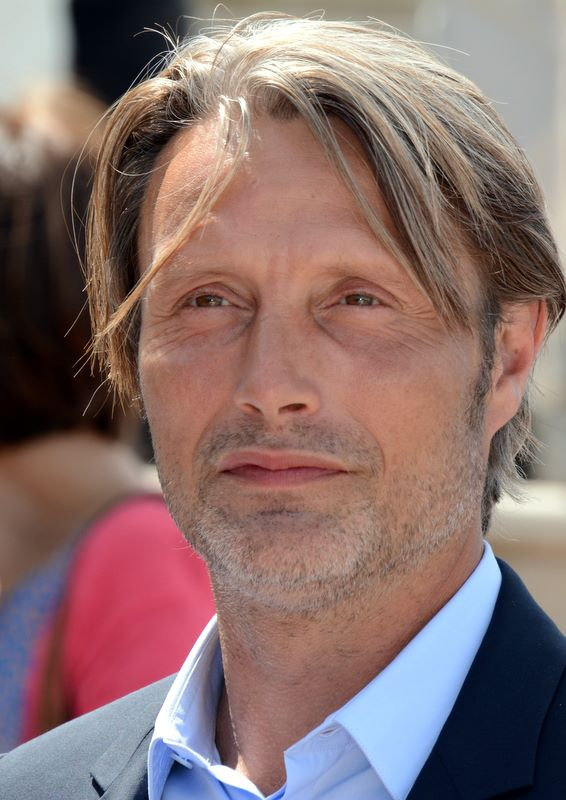
Mads Mikkelsen, Clifford Unger szerepében

Korlátozott leányvállalatként, a Konamival folytatott hosszas csatározást követően a Kojima Productions 2015 júliusában bezárta kapuit, és decemberben független videójátékfejlesztőként és stúdióként indult újra. Ugyanebben a hónapban Hideo Kojima bejelentette, hogy a Sony Interactive Entertainmenttel – amit akkor Andrew House vezetett – elkezdenek dolgozni egy új PlayStation játékon.
Kojima a 2016-os E3 Sony konferencián mutatta be a játék teaser trailerét, melynek zenéjét Low Roar írta, akinek a játékban is szerepelnek számai. A trailert fotogrammetriával és mocappel készítették, s Norman Reedus játszotta benne a főhőst. A színész és Kojima másodjára dolgoztak együtt, először az elkaszált Silent Hillsben. Kojima és Mark Cerny – a PlayStation4 fő rendszerfejlesztője – 2016 januárjában két hétig tanakodtak, mivel készítsék a játékot, végül a Guerrilla Gamesre esett választásuk és saját motorjukra, a Decimára.
A játékon 2017-ben kezdtek el dolgozni. Pár nappal a 2017-es E3 előtt Kojima bejelentette, hogy nem mutatnak új anyagokat a Sony konferencián. Júniusban, a Sony Interactive Entertainment America elnöke, Shawn Layden megerősítette, hogy a Death Strandingnek már létezik játszható alfa verziója, amit egyelőre nem tudna műfajilag besorolni. Hivatalos betétdala, a Death Stranding: Timefall az RCA Records és a Sony Interactive Entertainment gondozásában jelent meg 2019. november 7-én, olyan előadók közreműködésével, mint Chvrches, The Neighbourhood, Major Lazer és Bring Me the Horizon. Decemberben, a 2017-es The Game Awards-on mutatták be a treailert Kojima, Reedus és del Toro részvételével. Kojima elárulta, hogy nem tudták időben felvenni a mocapeket és hangalámondást a harmadik trailerhez, a 2017-es E3-ra, a 2016–17-es videójátékos szinkronszínész-sztrájk miatt, ezért tolták a Game Awardsra.
2018 februárjában Emily O'Brien és Troy Baker is csatlakoztak a szereplőgárdához. Ekkor bemutattak egy új, már a játékmenetet szemléltető trailert. A nagyközönség számára itt derült ki, hogy Léa Seydoux és Lindsay Wagner is szerepelnek a játékban. Szeptember 18-án, a Tokyo Game Show-n jelentették be, hogy Tommie Earl Jenkins is komolyabb szerepet kapott a játékban, illetve, hogy Akio Ōtsuka, Kikuko Inoue, Nana Mizuki és Satoshi Mikami, a Metal Gear sorozat veteránjai, valamint Kenjiro Tsuda lesznek a japán szinkronhangok. 2019 márciusában Hideo Kojima azt mondta, a Death Stranding az eredeitileg elképzelt megjelenési dátumhoz képest kicsit csúszik, és maga teszteli-javítgatja a játékmenetet nap mint nap, mivel a fejlesztés ezen fázisát „kritikusnak” tartja.

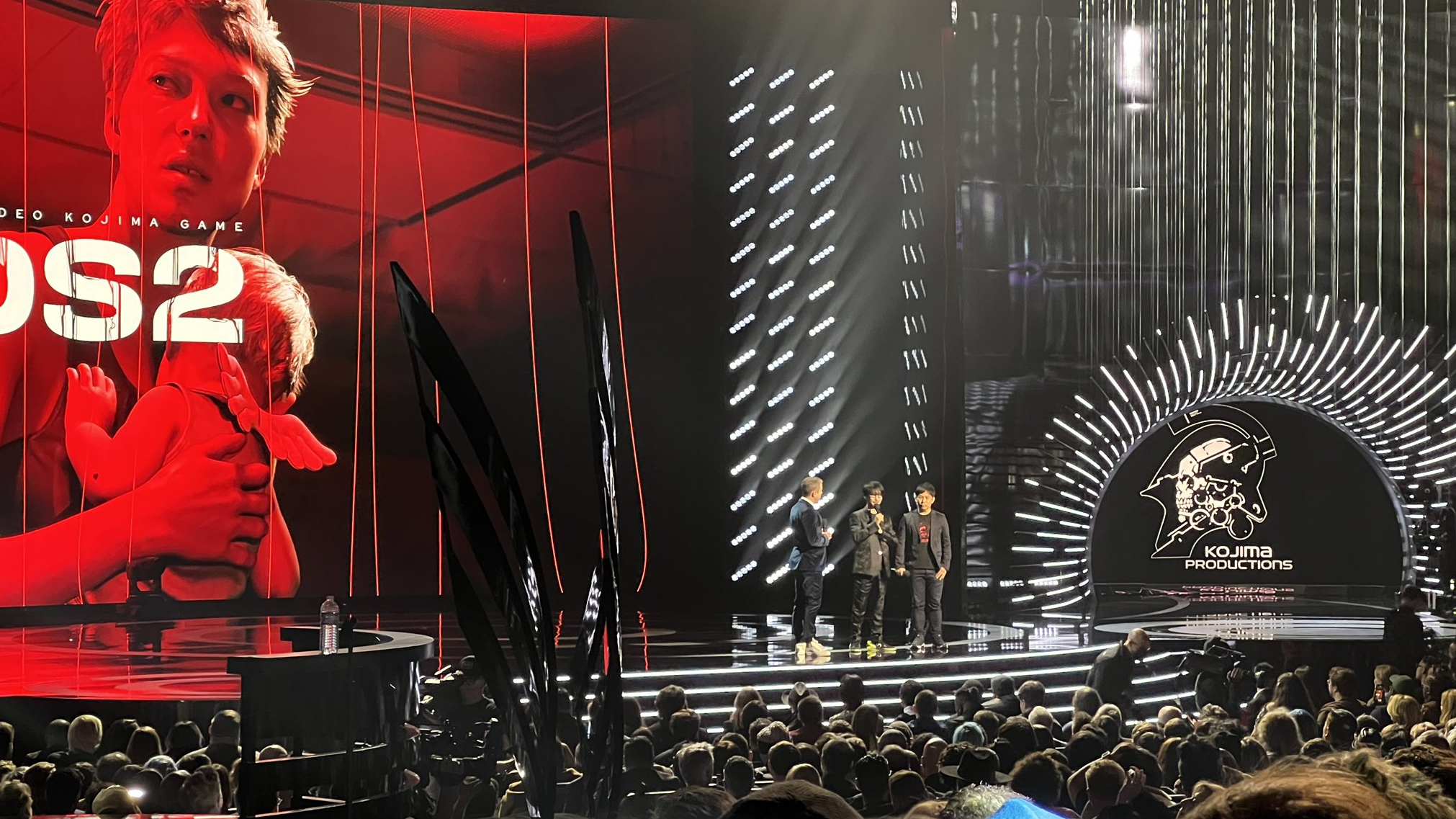
A Death Stranding 2 bejelentése, a 2022-es The Game Awardson

Egy 2019 májusában megjelent trailerben több karakter nevére is fény derült: Mama (Margaret Qualley), Heartman (Nicolas Winding Refn), Cliff (Mikkelsen), Fragile (Seydoux), Deadman (Del Toro), Die-Hardman (Jenkins), Higgs (Baker) és Amelie (Wagner) nevét ismerhettük meg, míg O'Brient, Jesse Cortit és Darren Jacobsot szinkronszínészként nevezték meg a trailerben. Del Toro és Winding Refn „Special Appearance” kreditet kaptak, Kojima ezzel kapcsolatban később elárulta, hogy karaktereik csak hasonlítanak rájuk, mozgásukat színészekkel játszatták el. Ugyanebben a trailerben bejelentették, hogy a játék 2019. november 8-án elenik meg. Egy ehhez kapcsolódó blogposztban Kojima elmagyarázta, a játék fő üzenete, hogy „fontos másokkal kapcsolódnunk,” utalva ezzel arra, hogy a játékosnak „vissza kell csatolnia” a leszakadt társadalmat, illetve „új kapcsolatokat, ’strandeket’ alkotni a világ többi játékosával.” A történet egyes elemeit Kojima gyerekkora és szülei halála inspirálták.
Az azévi Gamescomon további két trailert mutattak be; az elsőben a játék egy kulcsfontosságú elemét, a BB-t (Bridge Baby) láthattuk, illetve Deadmant, akit del Toro és Corti játszottak, a másodikban a Mamát játszó Qualley tűnt fel, egy hatperces játékmenet trailerben pedig bemutatták a különböző játékmechanikákat – a vizelés lehetőségét, és hogy miként szállítja karakterünk a csomagokat. A videóban hologramként feltűnt Geoff Keighley is, egy kanadai újságíró és videókritikus, amint épp Sammel beszélget, a csomag leadásakor. A japán író, Junji Ito játssza a mérnököt, akit Yuri Lowenthal szinkronizált. A filmrendezőt Jordan Vogt-Roberts képére modellezték, Edgar Wright rendező pedig Thomas Southerlandnek kölcsönözte külsejét. Hirokazu Hamamura is felbukkant, gyűjtőként. Liam O'Brien és Sam Lake játsszák a veterán futárt, Phillip Northot pedig Tommy Wirkola eleveníti meg.
A Tokyo Game Show konferencia alatt Kojima kommentárral prezentált egy 83 perces videót, amin a játékmenetet és a játék általános jellemzőit mutatta be. Kojima megemlítette, hogy szívesen készítene több részt is, hogy erősítse a „strand game” műfajt. 2019. szeptember 26-án a Kojima Productions bejelentette, hogy elkészült a játék, 2019 októberében pedig elárulták, hogy 2020 közepén az 505 Games Windowsra is ki fogja adni. 2020 júliusában, mikor megjelent a játék, a Conan egy epizódjában Conan O'Brien elárulta, hogy róla mintázták az egyik karaktert, miután egy stúdiólátogatás alkalmával beszkennelték testét. A director's cut különféle kiegekkel jelent meg PlayStation 5-re, 2021. szeptember 24-én, majd Windowsra, 2022. március 30-án. A játék alapverziója 2022. augusztus 23-án PC Game Passen is kijött, számos feloldható tartalommal.

## Fogadtatás
| Metacritic | PS4: 82/100 PC: 86/100 PS5: 85/100 |

| Kritikusok pontszámai     |          |
| Média                     | Pontszám |
| Destructoid               | 8/10     |
| Easy Allies               | 8.0/10   |
| Electronic Gaming Monthly | 5/5      |
| Famitsu                   | 40/40    |
| GameRevolution            | 5/5      |
| GameSpot                  | 9/10     |
| GamesRadar+               | 3,5/5    |
| Giant Bomb                | 2/5      |
| IGN                       | 6.8/10   |
| VideoGamer.com            | 8/10     |

A játék 2016-os E3 bejelentése pozitív fogadtatásban részesült, majd 2017-ben, a Golden Joystick Awards-on jelölték „Legjobban várt játék” kategóriában. 2018 júniusában, az E3 sajtótájékoztatókat követően több mint 4,5 millió megtekintésével a Death Stranding felkerült a 10 legtöbbet nézett videójátéktrailer listára, YouTube-on. A Metacritic szerint megjelenésekor „nagy általánosságban pozitív” fogadtatást kapott, a kritikusok dicsérték különleges koncepciója, vonzereje, grafikája, szinkronja és zenéje miatt, azonban volt, aki felfuvalkodottnak, frusztrálónak és nyögvenyelősnek találta.
Russ Frushtick, a Polygon-tól úgy fogalmazott, „ez a legfejlettebb sétaszimulátor, amit valaha láttunk, tele fetch questekkel, de kifejezetten élvezhető, amint túlteszi magát önmagán. Mintha összegyúrtak volna két játékot: egy egyedülálló open-world kalandjáték egy aszinkron, co-op multiplayerrel, amitől úgy érzem, része lehetek a közösségnek, akikkel a nulláról építjük fel a világot, és egy hosszú, zavarbaejtő, kifejezetten furcsa film egyvelege.” Matthew Kato, a Game Informer-től 10-ből hét pontot adott. Azt írta, „a játékmenet roppant egyszerű, a történet, küzdelem és gyenge küldetések nem tudnak eléggé lekötni.” Ez a negyedik Kojima által rendezett játék, összességében a 26., mely a japán Famitsu magazintól 40/40 pontot érdemelt. A Death Stranding-et review bombingolták is a Metacritic-en; 2019 decemberében az oldal több mint 6000 negatív felhasználói kritikát törölt „eredménymanipuláció” gyanúja miatt.

### Eladások
Megjelenése hetén a Death Stranding lett a legjobban teljesítő játék Japánban; a Famitsu tudósítása szerint 185 909 kópia kelt el belőle, és öt hétig, egészen 2019. december 15-ig maradt is az újság „30 legtöbb példányszámban elkelt játék” listáján, mely alatt 253 000-re ugrott az eladott kópiák száma. 2020 márciusára Japánban ez a szám elérte a 400 000-et, 262 827 fizikai és 136 279 digitális letöltéssel.
Angliában közvetlen a Call of Duty: Modern Warfare mögött, második helyen végzett, az éves PS exkluzív eladási listán pedig szintén a második helyet érte el, a Days Gone mögött. A Media Create szerint a Death Stranding első helyen végzett Taiwanban és Dél-Koreában is, valamint Olaszországban és Franciaországban, Svájcban pedig a második helyen.
2020. áprilisára a PlayStation Network-ön keresztül hárommillió játékoshoz jutott el, a SuperData Research szerint pedig 477 000 digitális kópia kelt el belőle Steam-en, már az első hónapban.
Kojima 2020. májusában bejelentette, hogy a játék nyereséges lett, és képesek lesznek finanszírozni belőle következő projektjüket.
2021 áprilisában az 505 Games anyacége, a Digital Bros bejelentette, hogy a pc-s eladások 23 millió eurót hoztak 2020 decemberéig, amivel az év legsikeresebb játékává vált. 2021 októberében a Digital Bros jelentése szerint a PC-s eladások már 31 millió eurót hoztak, 2021 júliusára pedig a játék világszerte ötmillió példányszámban kelt el PS4-re és PC-re.

### Elismerések
A 2019-es IGN Game of the Year Awards-on elnyerte a „Legjobb PS4 exkluzív játék” díjat. További díjak:
| Év   | Díj                                | Kategória                                | Eredmény | Ref.    |
| 2017 | Golden Joystick Awards             | Legjobban várt játék                     | Jelölt   | [ 102 ] |
| 2018 | Golden Joystick Awards             | Legjobban várt játék                     | Jelölt   | [ 103 ] |
| 2018 | Gamers' Choice Awards              | Legjobban várt játék                     | Jelölt   | [ 104 ] |
| 2019 | The Game Awards 2019               | Az év legjobb játéka                     | Jelölt   | [ 105 ] |
| 2019 | The Game Awards 2019               | Legjobb videójáték rendező               | Nyert    | [ 105 ] |
| 2019 | The Game Awards 2019               | Legjobb narratíva                        | Jelölt   | [ 105 ] |
| 2019 | The Game Awards 2019               | Legjobb art direction                    | Jelölt   | [ 105 ] |
| 2019 | The Game Awards 2019               | Legjobb zene                             | Nyert    | [ 105 ] |
| 2019 | The Game Awards 2019               | Legjobb audio design                     | Jelölt   | [ 105 ] |
| 2019 | The Game Awards 2019               | Legjobb színészi játék (Mads Mikkelsen)  | Nyert    | [ 105 ] |
| 2019 | The Game Awards 2019               | Legjobb színészi játék (Norman Reedus)   | Jelölt   | [ 105 ] |
| 2019 | The Game Awards 2019               | Legjobb akció-/kalandjáték               | Jelölt   | [ 105 ] |
| 2020 | Guild of Music Supervisors Awards  | Best Music Supervision in a Video Game   | Jelölt   | [ 106 ] |
| 2020 | 23rd Annual D.I.C.E. Awards        | Az év játéka                             | Jelölt   | [ 107 ] |
| 2020 | 23rd Annual D.I.C.E. Awards        | Kiemelkedő animáció                      | Jelölt   | [ 107 ] |
| 2020 | 23rd Annual D.I.C.E. Awards        | Kiemelkedő art direction                 | Jelölt   | [ 107 ] |
| 2020 | 23rd Annual D.I.C.E. Awards        | Kiemelkedő karakter (Cliff Unger)        | Jelölt   | [ 107 ] |
| 2020 | 23rd Annual D.I.C.E. Awards        | Kiemelkedő karakter (Sam Porter Bridges) | Jelölt   | [ 107 ] |
| 2020 | 23rd Annual D.I.C.E. Awards        | Kiemelkedő audio design                  | Nyert    | [ 107 ] |
| 2020 | 23rd Annual D.I.C.E. Awards        | Kiemelkedő technikai eredmény            | Nyert    | [ 107 ] |
| 2020 | 23rd Annual D.I.C.E. Awards        | Az év kalandjátéka                       | Jelölt   | [ 107 ] |
| 2020 | 20th Game Developers Choice Awards | Az év játéka                             | Jelölt   | [ 108 ] |
| 2020 | 20th Game Developers Choice Awards | Legjobb narratíva                        | Jelölt   | [ 108 ] |
| 2020 | 20th Game Developers Choice Awards | Legjobb technológia                      | Jelölt   | [ 108 ] |
| 2020 | 20th Game Developers Choice Awards | Legjobb visual art                       | Jelölt   | [ 108 ] |
| 2020 | 20th Game Developers Choice Awards | Legjobb hang                             | Jelölt   | [ 108 ] |
| 2020 | 20th Game Developers Choice Awards | Legjobb design                           | Jelölt   | [ 108 ] |
| 2020 | 20th Game Developers Choice Awards | Innováció-díj                            | Jelölt   | [ 108 ] |
| 2020 | SXSW Gaming Awards                 | Az év legkeresettebb játéka              | Jelölt   | [ 109 ] |
| 2020 | SXSW Gaming Awards                 | Matthew Crump kulturális innováció-díj   | Jelölt   | [ 109 ] |
| 2020 | SXSW Gaming Awards                 | Kiváló animáció                          | Jelölt   | [ 109 ] |
| 2020 | SXSW Gaming Awards                 | Kiváló zene                              | Nyert    | [ 109 ] |
| 2020 | SXSW Gaming Awards                 | Kiváló narratíva                         | Jelölt   | [ 109 ] |
| 2020 | SXSW Gaming Awards                 | Kiváló technikai megoldások              | Nyert    | [ 109 ] |
| 2020 | SXSW Gaming Awards                 | Kiváló képi megoldások                   | Jelölt   | [ 109 ] |
| 2020 | 16th British Academy Games Awards  | Animáció                                 | Jelölt   | [ 110 ] |
| 2020 | 16th British Academy Games Awards  | Művészeti koncepció                      | Jelölt   | [ 110 ] |
| 2020 | 16th British Academy Games Awards  | Audio koncepció                          | Jelölt   | [ 110 ] |
| 2020 | 16th British Academy Games Awards  | Első játék                               | Jelölt   | [ 110 ] |
| 2020 | 16th British Academy Games Awards  | Játék a szórakozáson túl                 | Jelölt   | [ 110 ] |
| 2020 | 16th British Academy Games Awards  | Zene                                     | Jelölt   | [ 110 ] |
| 2020 | 16th British Academy Games Awards  | Eredeti ötlet                            | Jelölt   | [ 110 ] |
| 2020 | 16th British Academy Games Awards  | Főszereplő (Norman Reedus)               | Jelölt   | [ 110 ] |
| 2020 | 16th British Academy Games Awards  | Mellékszereplő (Léa Seydoux)             | Jelölt   | [ 110 ] |
| 2020 | 16th British Academy Games Awards  | Mellékszereplő (Troy Baker)              | Jelölt   | [ 110 ] |
| 2020 | 16th British Academy Games Awards  | Technikai megoldások                     | Nyert    | [ 110 ] |
| 2020 | Webby Awards                       | Legjobb zene/sound design                | Jelölt   | [ 111 ] |
| 2020 | Golden Joystick Awards             | Az év PC játéka                          | Nyert    | [ 112 ] |

### Utóélet
Több kritikus is megjegyezte, hogy a játék története és menete erősen emlékeztet a COVID-19 pandémiára, ahogy Kojima egy korábbi játéka, a 2001-es Metal Gear Solid 2: Sons of Liberty is előrevetítette a 2010-es évek fake news és visszhangkamra jelenségeket. 2020 márciusában megjelent egy paródiaverzió Walking Simulator címmel, mely a poszt-apokaliptikus, COVID-19 sujtotta világban játszódik.

## Folytatás

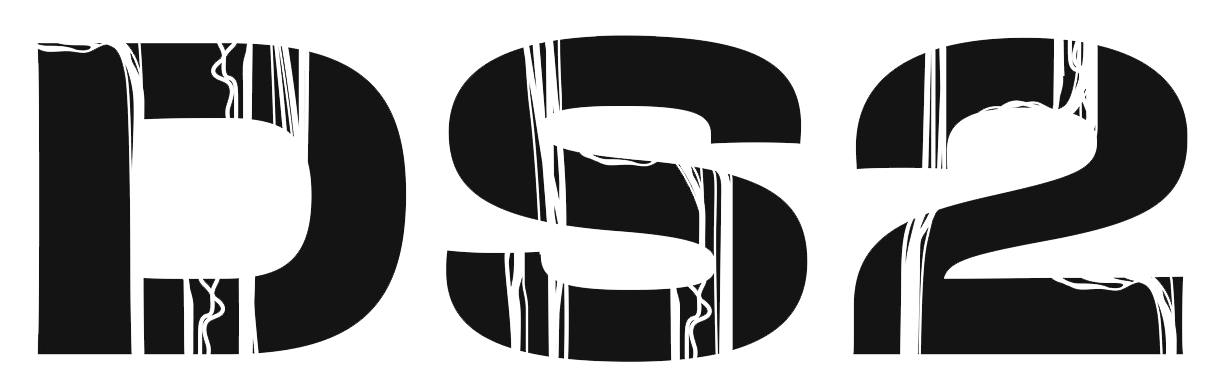
DS2 logó

Először 2022 májusában említette Norman Reedus, egy Leo Edit interjúban, hogy dolgoznak a folytatáson: „Most vágtunk bele a második részbe. Megjelent a játék, hatalmasat ütött és nyert egy rakás díjat.” Válaszul Kojima posztolt Twitterre egy rakás képet, amiken vicceskedve megbünteti Reedust, hogy elkottyintotta magát. Később számos játékexpón jelentek meg képek a folytatásról Elle Fanning, Shioli Kutsuna és Léa Seydoux szereplésével. A Death Stranding 2 (DS2) első trailerét a 2022-es The Game Awards-on mutatták be, megerősítve az előbb említett színészek és Troy Baker szereplését, akit az első epizódban is láthattunk. A Death Stranding 2: On the Beach végül 2025. június 26-án jött ki PlayStation 5-re.

## Filmadaptáció
2022. december 15-én bejelentették, hogy filmre viszik a Death Strandinget, a Kojima Productions pedig összeállt Alex Lebovicivel és cégével, a Hammerstone Studios-zal, illetve Allan Ungarral, hogy együtt készítsék el a filmet.

## Linkek
- Hivatalos oldal
- Death Stranding az IMDB-n